# Aleksandr Ałumona
Aleksandr Ałumona (ros. Александр Алумона; ur. 18 grudnia 1983 w Moskwie) – rosyjski piłkarz, grający na pozycji napastnika, od 2013 roku piłkarz kazachskiego klubu Tobył Kostanaj.